# Notturno op. 15 n. 3 (Chopin)
Il Notturno Op. 15 n. 3 in Sol minore è una composizione per pianoforte scritto da Fryderyk Chopin a Parigi nell'inverno fra il 1832 e il 1833.

## Storia
Secondo alcuni autori, che hanno tramandato informazioni sulla base di racconti orali, Chopin sarebbe stato influenzato nello scrivere il Notturno in Sol minore da una rappresentazione di Amleto di William Shakespeare e narrano che l'autore avrebbe scritto sulla partitura "Dopo una rappresentazione di Amleto"; secondo altri vi avrebbe apposto "al cimitero", diciture che egli avrebbe comunque cancellato; Chopin infatti era sì incline alle suggestioni letterarie, ma rifiutava la musica a programma e qualsiasi titolo dato alle sue composizioni. Il fatto non è però inverosimile, probabilmente Chopin aveva assistito, proprio quando componeva il Notturno, a una recita privata di Amleto da parte di Berlioz, grande ammiratore di Shakespeare, con la sua fidanzata Harriet Smithson, notevole interprete di Ofelia in teatro. Difficile comunque trovare dei riscontri oggettivi nella partitura, soprattutto perché il musicista poteva trarre spunti da ciò che lo interessava, ma la sua fantasia e creatività andavano ben oltre.

## Analisi
Questo notturno è insolitamente suddiviso in due parti nettamente distinte (A-B), caso pressoché unico nella letteratura chopiniana; esempi simili sono soltanto nel Preludio in Do minore e nel Largo in Mi bemolle maggiore. Nella prima parte (A) il tema si basa su una melodia tratta da un triste canto popolare di origine ucraina: essenziale, scarno, modellato sul caratteristico ritmo di mazurca, con l'accento sul secondo tempo, si estende su dodici battute e viene ripetuto quattro volte. Man mano si fa più concitato, con un'insistenza sul cromatismo che accentua il trasporto e la commozione in un crescendo di intensità. Introdotta da un pedale in pianissimo, inizia quindi la seconda parte (B) del notturno. "Religioso", scrive sulla partitura lo stesso Chopin, ed ecco che la melodia si trasforma in un devoto corale a quattro parti con uno sfilare, ordinato e scalare, di accordi più volte oscillanti e ripetuti, sino all'enigmatica e interrogativa frase di coda che si presenta, in modo inaspettato, in Sol maggiore.